# Panagiōtīs Mpallas
Panagiōtīs Mpallas (in greco Παναγιώτης Μπάλλας?; Karditsa, 6 settembre 1993) è un calciatore greco, centrocampista dell'Ethnikos Neou Keramidiou.

## Carriera

### Club
Ha giocato nella prima divisione greca.

### Nazionale
Nel 2012 è stato finalista perdente degli Europei Under-19, e successivamente ha partecipato ai Mondiali Under-20 del 2013; in seguito ha giocato anche nella nazionale greca Under-21.

## Statistiche

### Presenze e reti nei club
Statistiche aggiornate al 4 gennaio 2018.
| Stagione         | Squadra              | Campionato       | Campionato | Campionato | Coppe nazionali | Coppe nazionali | Coppe nazionali | Coppe continentali | Coppe continentali | Coppe continentali | Altre coppe | Altre coppe | Altre coppe | Totale | Totale |
| Stagione         | Squadra              | Comp             | Pres       | Reti       | Comp            | Pres            | Reti            | Comp               | Pres               | Reti               | Comp        | Pres        | Reti        | Pres   | Reti   |
| ---------------- | -------------------- | ---------------- | ---------- | ---------- | --------------- | --------------- | --------------- | ------------------ | ------------------ | ------------------ | ----------- | ----------- | ----------- | ------ | ------ |
| 2010-2011        | Atromītos            | SL               | 1          | 0          | CG              | -               | -               | -                  | -                  | -                  | -           | -           | -           | 1      | 0      |
| 2011-2012        | Atromītos            | SL               | 14+3       | 0          | CG              | 2               | 0               | -                  | -                  | -                  | -           | -           | -           | 19     | 0      |
| 2012-2013        | Atromītos            | SL               | 4+3        | 0          | CG              | 1               | 0               | UEL                | 0                  | 0                  | -           | -           | -           | 8      | 0      |
| 2013-2014        | Atromītos            | SL               | 15+5       | 0          | CG              | 4               | 0               | UEL                | 1                  | 0                  | -           | -           | -           | 25     | 0      |
| 2014-2015        | Atromītos            | SL               | 11+4       | 0          | CG              | 1               | 0               | UEL                | 2                  | 0                  | -           | -           | -           | 18     | 0      |
| 2015-2016        | Atromītos            | SL               | 6          | 0          | CG              | 4               | 0               | UEL                | 2                  | 0                  | -           | -           | -           | 12     | 0      |
| Totale Atromītos | Totale Atromītos     | Totale Atromītos | 51+15      | 0          |                 | 12              | 0               |                    | 5                  | 0                  |             | -           | -           | 83     | 0      |
| 2016-gen. 2017   | Sonnenhof Großaspach | 3.L              | 0          | 0          | CW              | 2               | 0               | -                  | -                  | -                  | -           | -           | -           | 2      | 0      |
| gen.-giu. 2017   | Paniōnios            | SL               | 1          | 0          | CG              | -               | -               | -                  | -                  | -                  | -           | -           | -           | 1      | 0      |
| 2017-2018        | Larissa              | SL               | 2          | 0          | CG              | 2               | 0               | -                  | -                  | -                  | -           | -           | -           | 4      | 0      |
| Totale carriera  | Totale carriera      | Totale carriera  | 54+15      | 0          |                 | 16              | 0               |                    | 5                  | 0                  |             | -           | -           | 90     | 0      |